# Gregory Fields
Gregory „IdrA“ Fields (* 21. August 1989 in New Jersey) ist ein ehemaliger professioneller US-amerikanischer E-Sportler in den Computerspielen StarCraft: Brood War, StarCraft 2 und Heroes of the Storm.

## Werdegang
Gregory Fields benutzt den Spielernamen IdrA; der Name kommt von dem hinduistischen Charakter „Indrajit“. Vor dem Beginn seiner StarCraft-2-Karriere war Fields in StarCraft: Brood War aktiv – damals lebte er für mehrere Jahre als Progamer in Südkorea. In dieser Zeit war er Mitglied der koreanischen Teams CJ Entus und eSTRO.
Anfang 2011 zog Fields, der zu dieser Zeit als einer der stärksten nicht-koreanischen Spieler gehandelt wurde, wieder in die Vereinigten Staaten, um seine Karriere neu auszurichten, da ihm die nordamerikanische Turnierlandschaft attraktiver erschien. Im August desselben Jahres beschloss er, aufgrund der besseren Trainingsbedingungen nach Südkorea zurückzukehren. Seit September 2010 stand er bei Evil Geniuses unter Vertrag.
Am 10. Mai 2013 gab Evil Geniuses die Trennung von Idra bekannt. Evil Geniuses begründete diese Entscheidung durch den mangelnden Respekt, welchen Idra der Community entgegenbrachte.

## Erfolge in SC:BW
| Jahr | Turnier                        | Platz    |
| ---- | ------------------------------ | -------- |
| 2007 | TeamLiquid.net Liquibition #22 | 1. Platz |
| 2009 | WCG USA                        | 1. Platz |
| 2009 | ESWC Asia Masters              | 1. Platz |
| 2009 | SC2GG                          | 1. Platz |
| 2010 | ESL Major Series V             | 1. Platz |

## Erfolge in SC2
| Jahr | Turnier                                            | Platz    |
| ---- | -------------------------------------------------- | -------- |
| 2010 | Razer King of the Beta                             | 1. Platz |
| 2011 | IGN Pro League 1                                   | 1. Platz |
| 2011 | ESL Intel Extreme Masters 2011/2012 – GC Guangzhou | 1. Platz |
| 2011 | ASUS ROG Stars Invite                              | 1. Platz |